# Letchworth Garden City

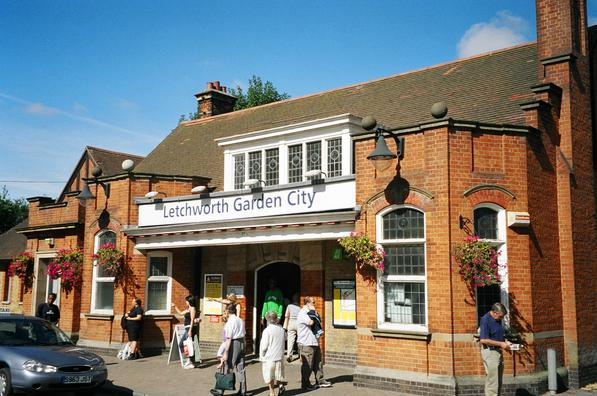
Entrada a la estación de tren de Letchworth Garden City.

Letchworth Garden City es una ciudad de Inglaterra, situada a unos 56 kilómetros al norte de Londres, en el condado de Hertfordshire. Se constituyó como la primera ciudad jardín del mundo, a instancias del urbanista Ebenezer Howard, fundador de la Garden City Association.  

## Historia
El proyecto de Letchworth comenzó en 1903, tras la adquisición de 1.860 ha de terreno por parte de la First Garden City Ltd., una sociedad creada para financiar la idea de Howard. El plan urbanístico fue diseñado por los arquitectos Raymond Unwin y Barry Parker, quienes desarrollaron un modelo de ciudad autosuficiente que integraba zonas residenciales, áreas verdes, equipamientos públicos y espacios industriales.  
Inicialmente se proyectó para una población de 33.000 habitantes. Según el censo de 2011, la ciudad tenía 33.249 residentes.

## Innovaciones
Uno de los aspectos más destacados del diseño urbano de Letchworth es la incorporación de la primera rotonda del mundo, construida en 1909.
La ciudad también se convirtió en un laboratorio de experimentación para nuevas formas de vivienda, planificación de barrios, gestión comunitaria de la tierra y modelos de transporte urbano. Su trazado y organización influyeron directamente en el desarrollo de futuras ciudades jardín en el Reino Unido y en otros países.  

## Legado
Letchworth fue la primera materialización práctica del concepto de ciudad jardín, y su experiencia inspiró el desarrollo de Welwyn Garden City (1919) y de numerosos proyectos urbanísticos en Europa, América y Asia durante el siglo XX. Actualmente, gran parte de su patrimonio arquitectónico y urbanístico es gestionado por la Letchworth Garden City Heritage Foundation, que administra los beneficios de las propiedades comunitarias para reinvertirlos en servicios públicos y proyectos locales.

## Historia
En 1903 se constituyó la empresa First Garden City Ltd, que compró 1600 hectáreas de suelo agrícola entre los tres pueblos rurales de Letchworth, Willian —que más tarde daría el nombre de Welwyn, la segunda ciudad jardín, construida en 1920— y Norton, todos ellos mencionados en el primer censo del país, el Domesday Book, de 1086. La ubicación fue elegida por su proximidad tanto a la principal carretera hacia el norte del país —que más tarde se convirtió en la primera autopista del país, la M1, que pasa al este de la ciudad— como al ferrocarril que une Londres (la estación de Kings Cross) con Cambridge. La primera estación de tren de Letchworth fue inaugurada en 1903.
El concurso lo ganaron los arquitectos Barry Parker y Raymond Unwin. Su diseño, adoptado en 1904, dividía la ciudad en dos partes al norte y al sur del ferrocarril. La zona residencial fue construida al este de la ciudad para evitar la eventual contaminación de la zona industrial.
En sus inicios, a pesar del apoyo de la prensa, la First Garden City Ltd. no consiguió reunir los fondos necesarios para llevar a cabo el proyecto, puesto que sólo obtuvo por medio de acciones un dividendo de 40 000 libras esterlinas frente a las 500 000 esperadas.[cita requerida] Por ello, los terrenos se arrendaron de la misma manera que se hizo en Londres en la segunda mitad del siglo XVII y en el siglo XVIII para la expansión de la ciudad por el West End.[cita requerida] De este modo se consiguió poblar la ciudad aunque no se lograra crearla según el modo de financiación ideado por Howard, en el que tras recibir una casa y unos terrenos, los ciudadanos estarían obligados a unos pagos mínimos que irían a parar a gastos de la comunidad.
Las personas que se instalaron en Letchworth fueron por lo general gentes de clase media, intelectuales y artesanos. Estrechamente asociada, en su día, con el movimiento Arts and Crafts, la ciudad sigue siendo una referencia de la «comunidad sostenible». Por otra parte, el poeta John Betjeman escribiría dos poemas, «Group Life: Letchworth» y «Huxley Hall», que retrataban a los habitantes de la ciudad como fanáticos de la salud.
La International Computers Limited, que en su día suministraba la mayor parte de los equipos informáticos para el sector público del Reino Unido y que más tarde sería adquirida por Fujitsu, fue una las empresas que se ubicaron en la localidad.[cita requerida]